# Antonio Gherardi
Antonio Gherardi, född 20 september 1638 i Rieti, död 10 maj 1702 i Rom, var en italiensk målare och arkitekt under barockepoken.

## Biografi
I Rom var Gherardi elev till bland andra Pietro da Cortona och anammade klassicismens formspråk. 1667–1669 utförde han valvfreskerna i kyrkan Santa Maria in Trivio i närheten av Fontana di Trevi. Freskerna framställer scener ur Jungfru Marias liv. 
Av Gherardis arkitektoniska verk bör nämnas Cappella Avila (cirka 1684) i Santa Maria in Trastevere och Cappella di Santa Cecilia (1692–1700) i San Carlo ai Catinari. Cappella Avila karakteriseras av den ljusa kupolen i vilken änglar bär upp ett litet rundtempel. Kapellets interiör präglas av ett arkitektoniskt formspråk med influenser från Francesco Borrominis betoning av konvexa och konkava former samt brutna pediment.

## Konstverk
- Scener ur Jungfru Marie liv, Santa Maria in Trivio, Rom (1667–1669)
- Jungfru Marie födelse, katedralen i Gubbio (omkring 1675)
- Den salige Francesco Solano, Cappella del Santissimo Sacramento, Santa Maria in Aracoeli, Rom (1675)
- Jungfruns uppfostran, katedralen i Poggio Mirteto (omkring 1675)
- Den Heliga Familjen med den unge Johannes Döparen, katedralen i Monterotondo (omkring 1675)
- Scener ur Esters liv, Palazzo Nari, Rom
- Korsfästelsen, Santi Claudio e Andrea dei Borgognoni (försvunnen)[1]
- Den helige Camillo de Lellis vårdar en döende, sakristian, Santa Maria in Trivio, Rom (1677)[2]
- Stuckarbeten för högaltaret, Santa Maria in Trivio, Rom[3]
- Kristus lagd på svepeduken omgiven av tillbedjade helgon och saliga, Santissimo Sudario dei Piemontesi, Rom (1682)[4]
- Den evige Fadern och Kristi svepeduk, Santissimo Sudario dei Piemontesi, Rom (utförd av Pietro Mentinovese efter Gherardis förlaga)[4]
- Cappella Avila, Santa Maria in Trastevere, Rom (1680–1684)
- Den helige Hieronymus botgöring i öknen, Cappella Avila, Santa Maria in Trastevere, Rom (1680)
- Cappella di Santa Cecilia, San Carlo ai Catinari, Rom (1692–1700)
- Den Obefläckade Avlelsen, Sant'Antonio al Monte, Rieti (omkring 1697)[5]
- Den heliga Teresas extas, Cappella di Santa Teresa d'Ávila, Santa Maria in Traspontina, Rom (omkring 1700)

## Bilder

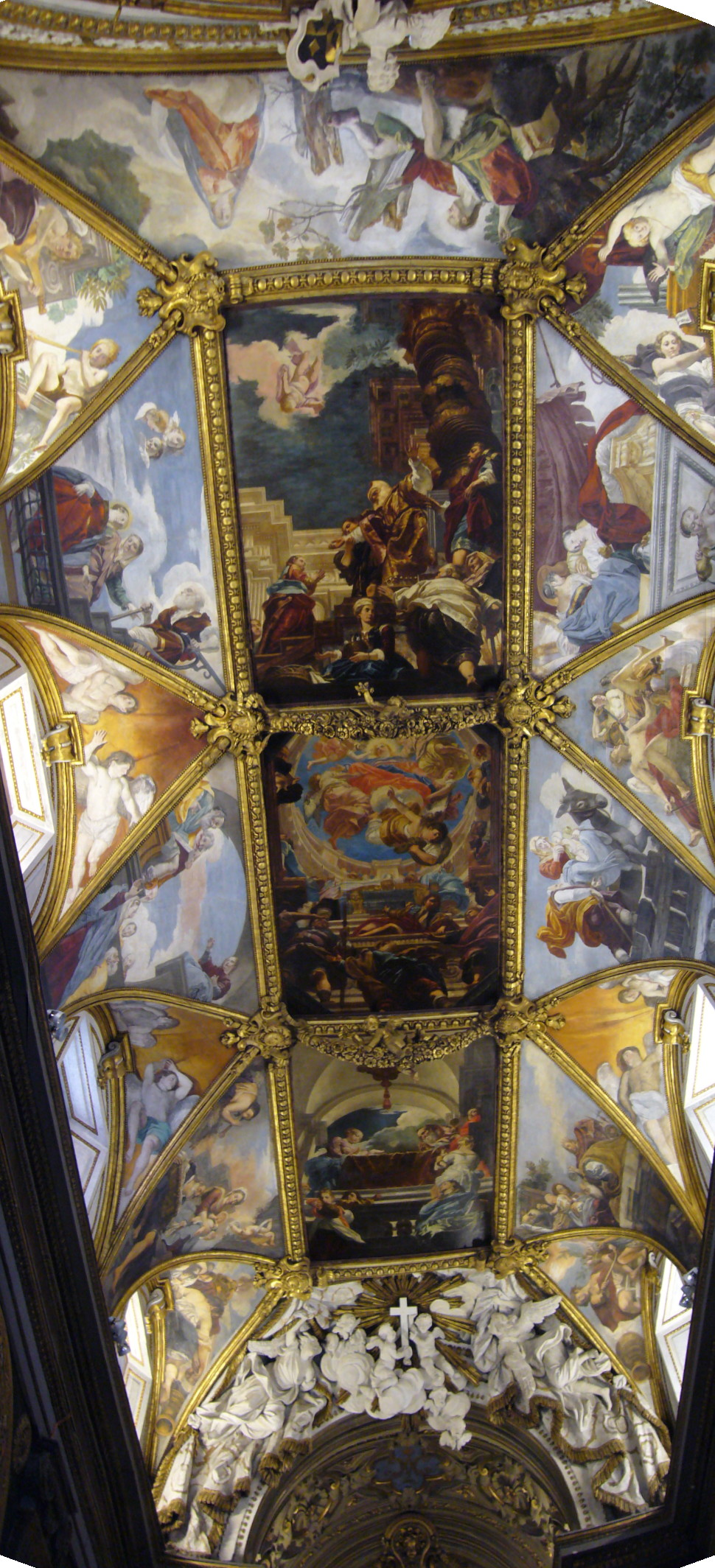
Scener ur Jungfru Marie liv, takfresk i Santa Maria in Trivio.
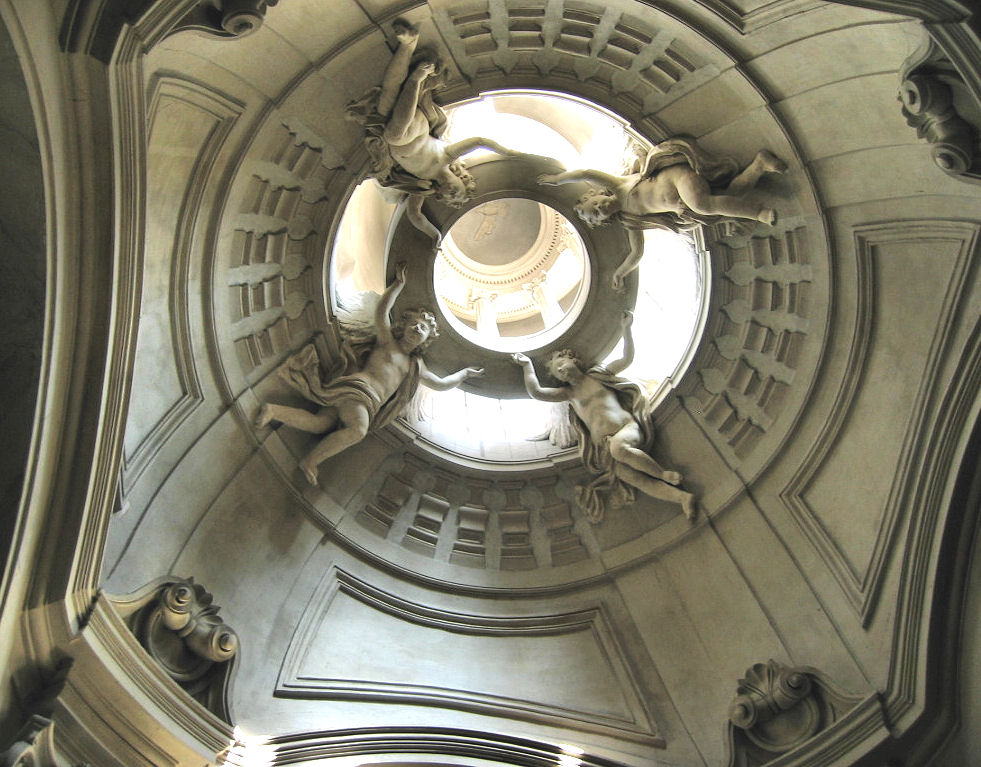
Kupolen i Cappella Avila, Santa Maria in Trastevere.
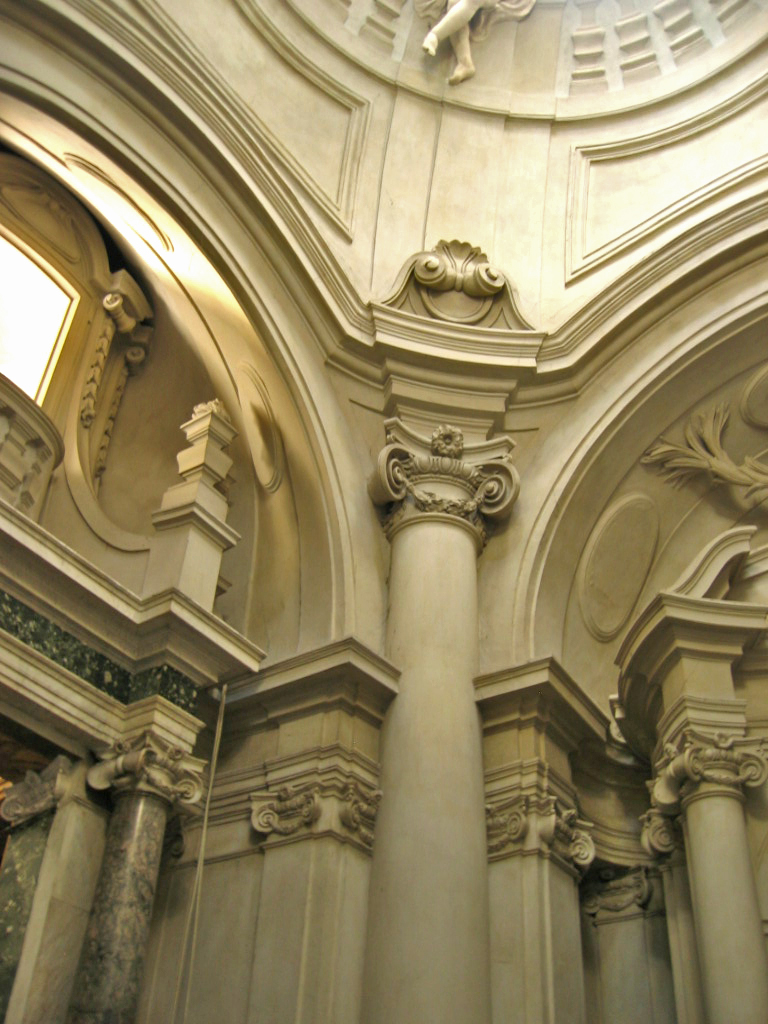
Cappella Avila, Santa Maria in Trastevere.
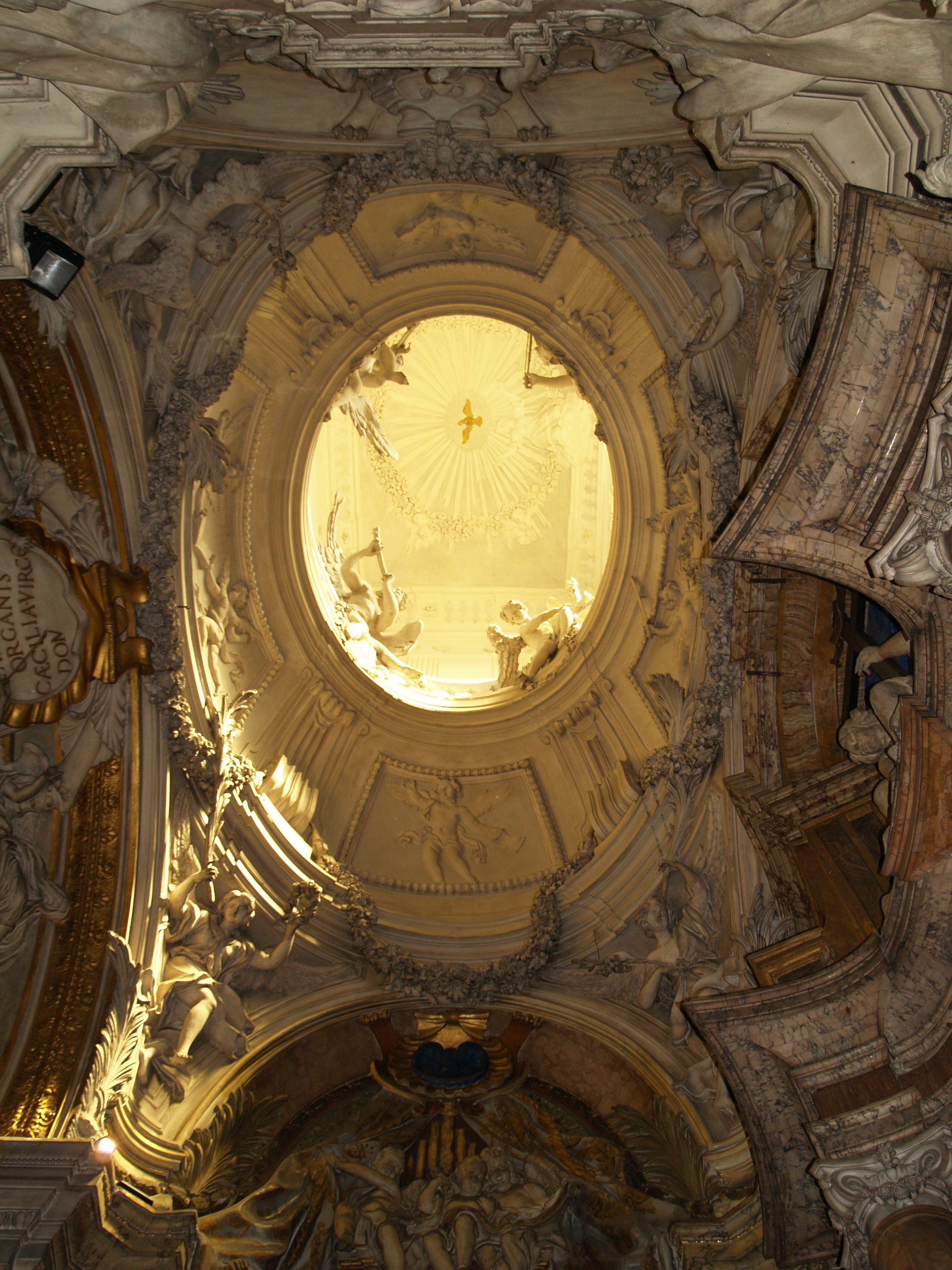
Kupolen i Cappella di Santa Cecilia, San Carlo ai Catinari.
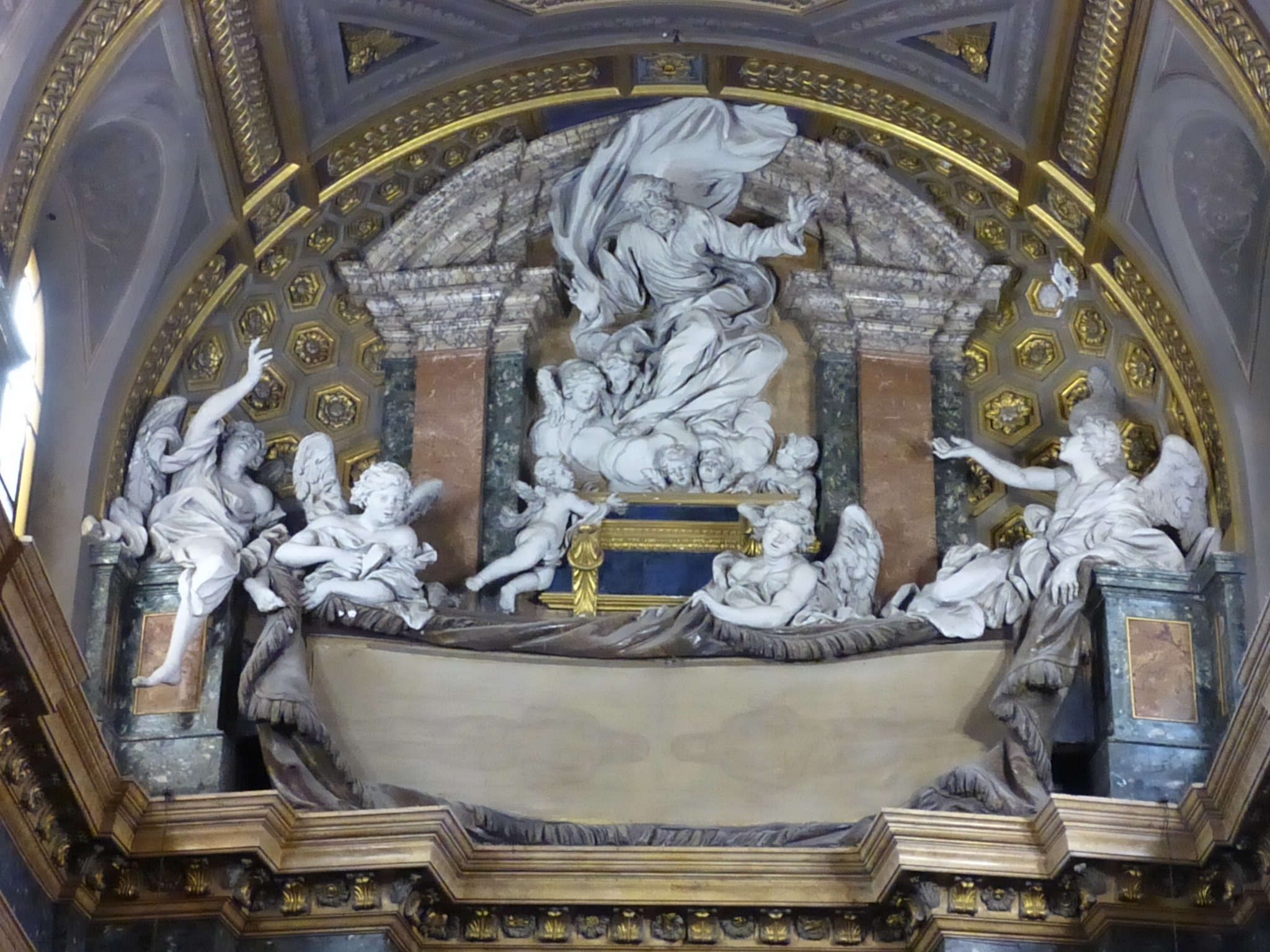
Den evige Fadern och Kristi svepeduk, Santissimo Sudario dei Piemontesi.